# 雲ケ畑

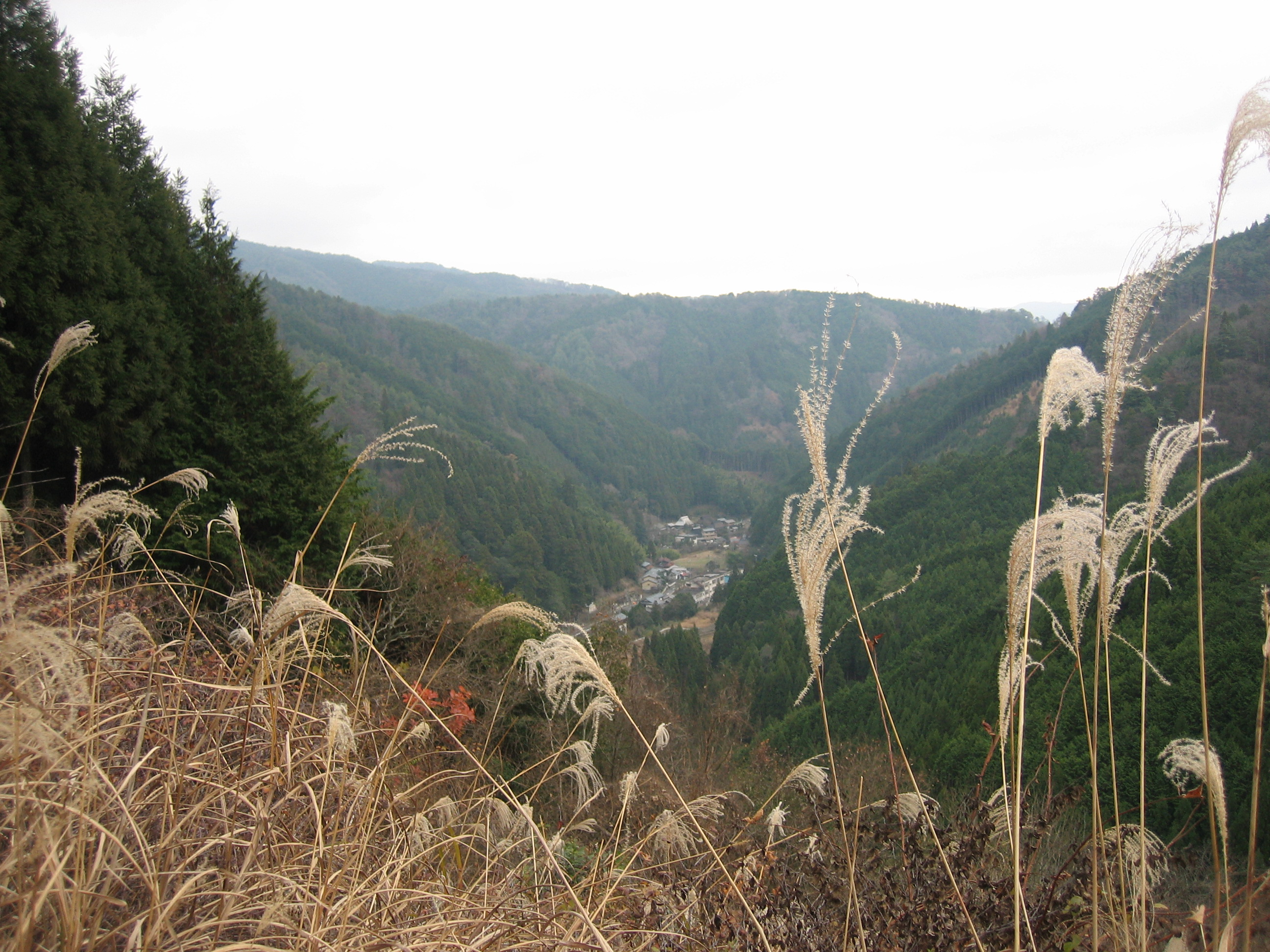
持越峠頂上から雲ケ畑を望む

雲ケ畑（くもがはた）は、京都市北区の鴨川（賀茂川）源流域の名称である。本項では同地域にかつて存在した愛宕郡雲ケ畑村（くもがはたむら）についても述べる。

## 概要

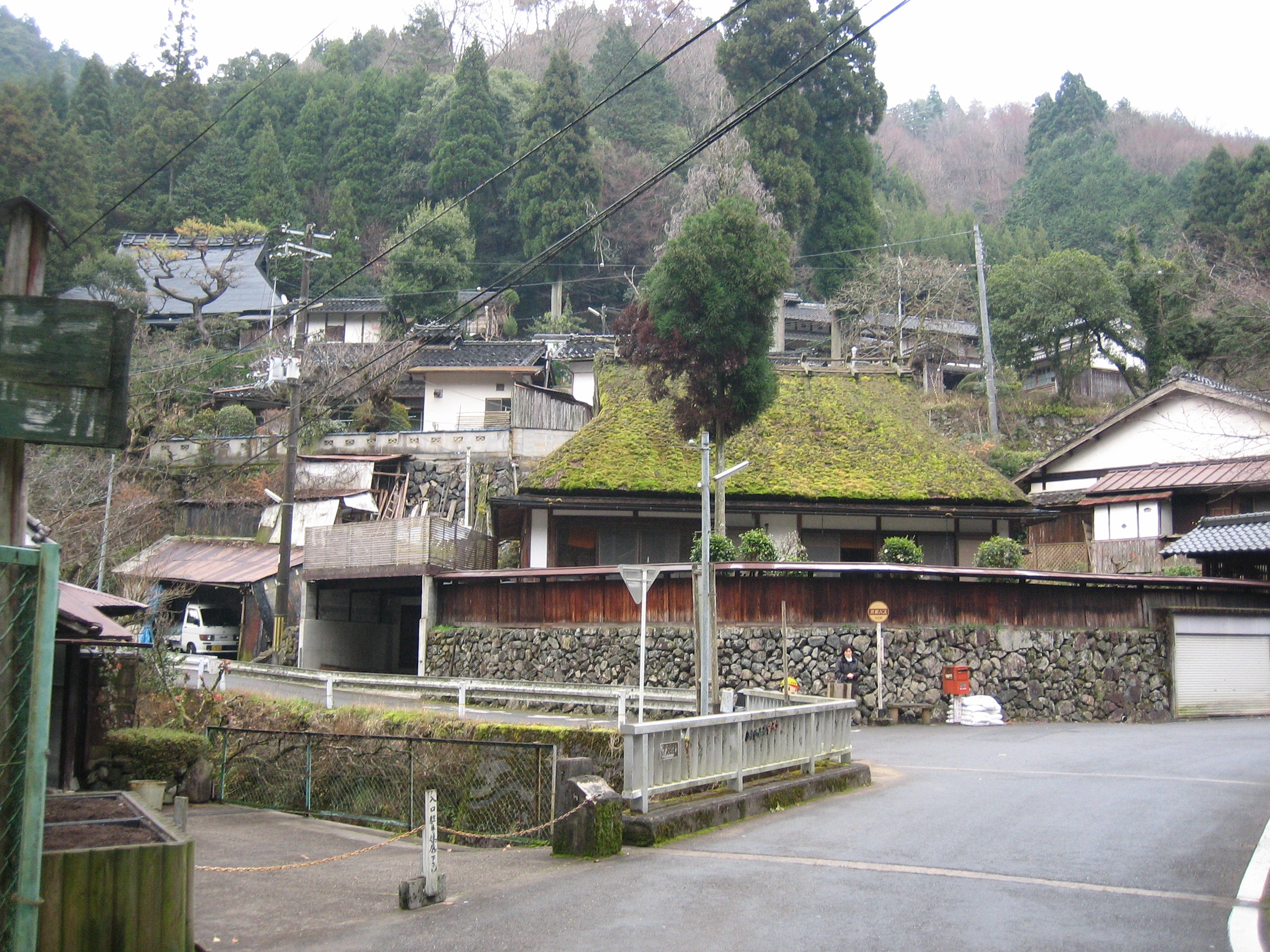
出合橋

京都市北区の最北端の東部山間地域に位置し、右京区・左京区と接している。かつての三つの村（出谷村・中畑村・中津川村）が雲ケ畑地域を構成しており、面積は19.5平方キロメートルと、北区全体の5分の1を占める。
悲運の惟喬（これたか）親王が都をしのんで眺めるため山頂に桟敷（さじき）を作ったとされる、北区最高峰の桟敷ヶ岳（さじきがたけ、895.9m）や北限の石仏峠を擁し、観光客だけでなくハイカーの来訪も多い。
山間地域であるため、場所により高低差が顕著に見られる。標高は出合橋付近248m、岩屋橋付近306mであり、岩屋山志明院に至っては450mを超える。

## 歴史

### 皇室・朝廷
賀茂川の源流域に沿い広がる雲ケ畑は、近世まで朝廷との結びつきが強固だった。平安京造営に際してはこの地の木材が用いられたほか、主殿寮・仙洞御料（せんとうごりょう、上皇の所領地）として、木材や鮎などを始め、端午の節句には菖蒲（しょうぶ）を献上する「菖蒲役」を務めていた。薪炭や鮎などを朝廷に献上する供御人の活動地でもあった。
平安時代前期に、時の権力者の圧力で皇位継承から遠ざけられた惟喬親王が、隠棲して出家した場所としても有名である。雲ケ畑の村人に慕われた彼にまつわる話が数多く伝えられている。
明治中期から大正にかけて「御猟場」（ごりょうば）が設けられるなど、東京奠都の後も皇室とのかかわりを保ち続けてきた。

### 地理
若狭国へ至るかつての鯖街道の経由地としても知られる。賀茂川に沿う雲ケ畑街道や満樹峠（まんじゅとうげ）越えの林道、そして「尾桟敷」を越える林道を経てたどり着く、京都と丹波国を結ぶ交通の要所でもあった。実際、平安初期の弘仁年間（810年 - 824年）に山城国に編入されるまで、この地は丹波国桑田郡山国郷に属していた。
1874年（明治7年）に、雲ケ畑地域の三つの村が合併して愛宕郡雲ケ畑村となった。1890年（明治23年）に、雲ケ畑村の区画に含まれていた十三石山（じゅうさんごくやま）が上賀茂村へ変更されたのち、1949年（昭和24年）には京都市上京区に編入。1955年（昭和30年）に分区され、新設の北区に含められた。
市電北大路橋を起点として雲ケ畑に至る「雲ケ畑バス」をはじめ、この地は昭和初期から公共交通機関の路線内に組み入れられ、その後長らく京都バス雲ケ畑線が、京都市内中心部と雲ケ畑地域との間を結んでいた。しかし、京都バスは「乗客が年々減り、運行を続けても赤字が膨らむばかり」として、2012年（平成24年）3月31日限りで撤退し、翌4月1日より「雲ケ畑バス もくもく号」が運行開始された。

### 林業
明治以前、百年間の立木売却記録によると、雲ケ畑の山林はほとんどが雑木林であった。里人は山年貢を納めるために雑木伐採を行ったものの、主要産物はあくまで薪や炭で、可能な限り択伐をすることで天然林を守り続けてきた。
1916年（大正5年）に「雲ケ畑施業協同組合」が設立され、林道開設と併せて造林が進んだ。戦後の復興期に乱伐されはしたが、同時に杉や檜などの造林も進み、1974年（昭和49年）には造林面積が663haに達した。
1999年（平成11年）には、林業に関する情報発信や、地域の住民交流を目指して「雲ケ畑林業総合センター」が開設された。

## 名前の由来
岩屋山志明院ゆかりの薬王菩薩が降臨し、疫病退散のためこの付近に薬草を植えた。その草花の咲き誇り、香りたなびく様子が、まるで「紫雲」のようであったとの伝承説がある。また、出雲氏の作った集落「出雲ケ畑」の「出」が取れたとする説も残る。雲ケ畑の畑は、秦氏と関係があるという説もある。

## 賀茂川の水源地

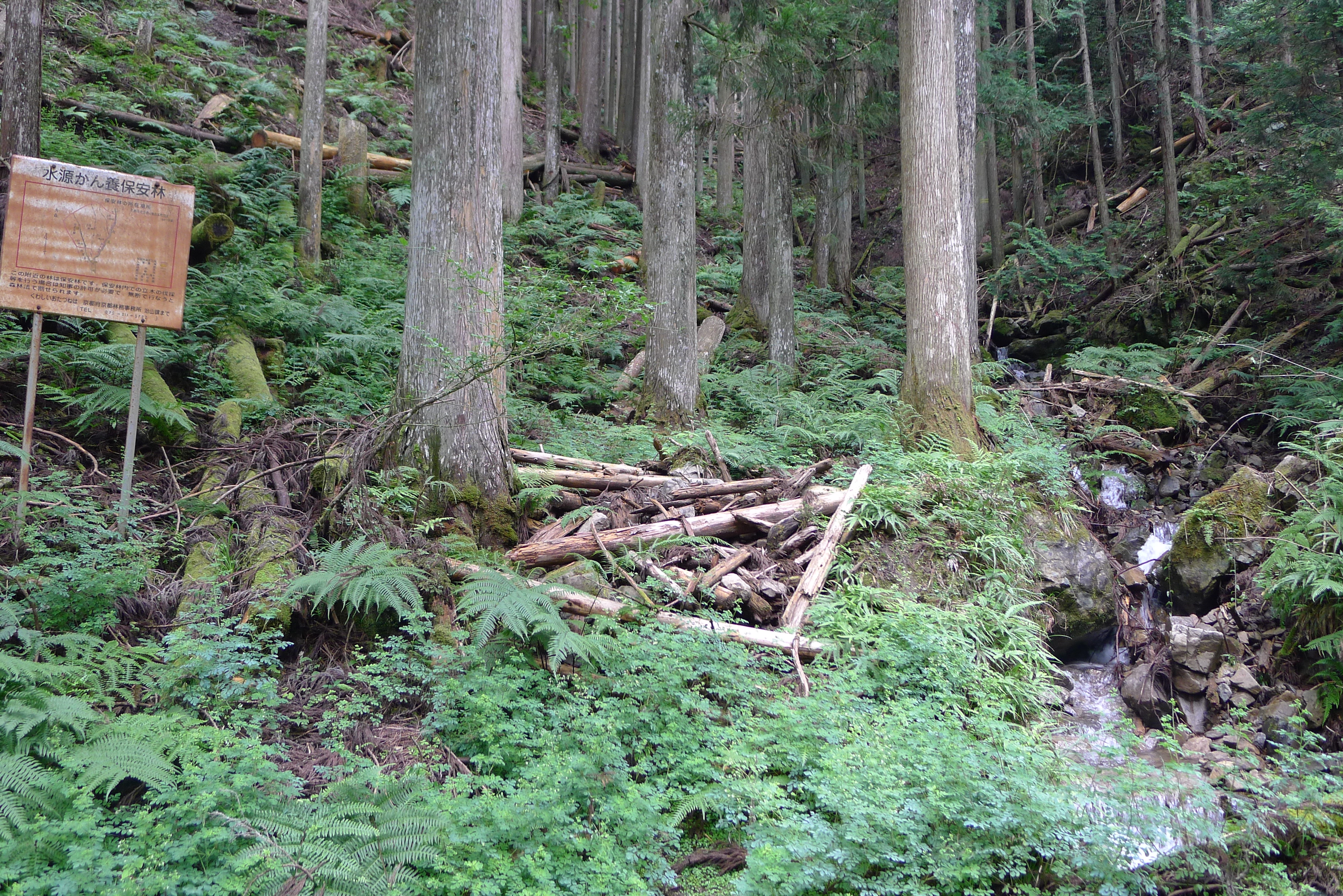
雲ケ畑の水源涵養保安林

雲ケ畑は賀茂川の水源地である。従って、この地が汚染されると、下流の京都御所、ひいては京都の街一帯に幅広くその影響が及ぶ。そこで、雲ケ畑の住民はこの水をけがさないように心得て生活をしてきた。昭和30年代までは、死者の埋葬（穢れとされていた）に際しても、この地を避けて持越峠を越えた真弓集落まで運び、そこで埋葬の段取りを済ませていた。かつては、おむつをゆすぐこともできなかったという。現在でも、地元農協の女性部では「手作り廃油石鹸」の使用を奨励し、生活排水をきれいに保つよう努力している。
雲ケ畑の森林のおよそ3分の2は「水源かん養保安林」に指定され、伐採の許可が必要なのはもちろん、伐採量も厳しく制限され、賀茂川の治水に貢献している。
雲ケ畑街道沿いには産業廃棄物処理施設や仮置き場が点在している。その中に1980年代以降、無許可の野外焼却をしていた業者や、産廃土砂を賀茂川へ流出させていた業者の存在が指摘されており、行政からの指導、措置を求める声が上がっている。

## 将来への課題

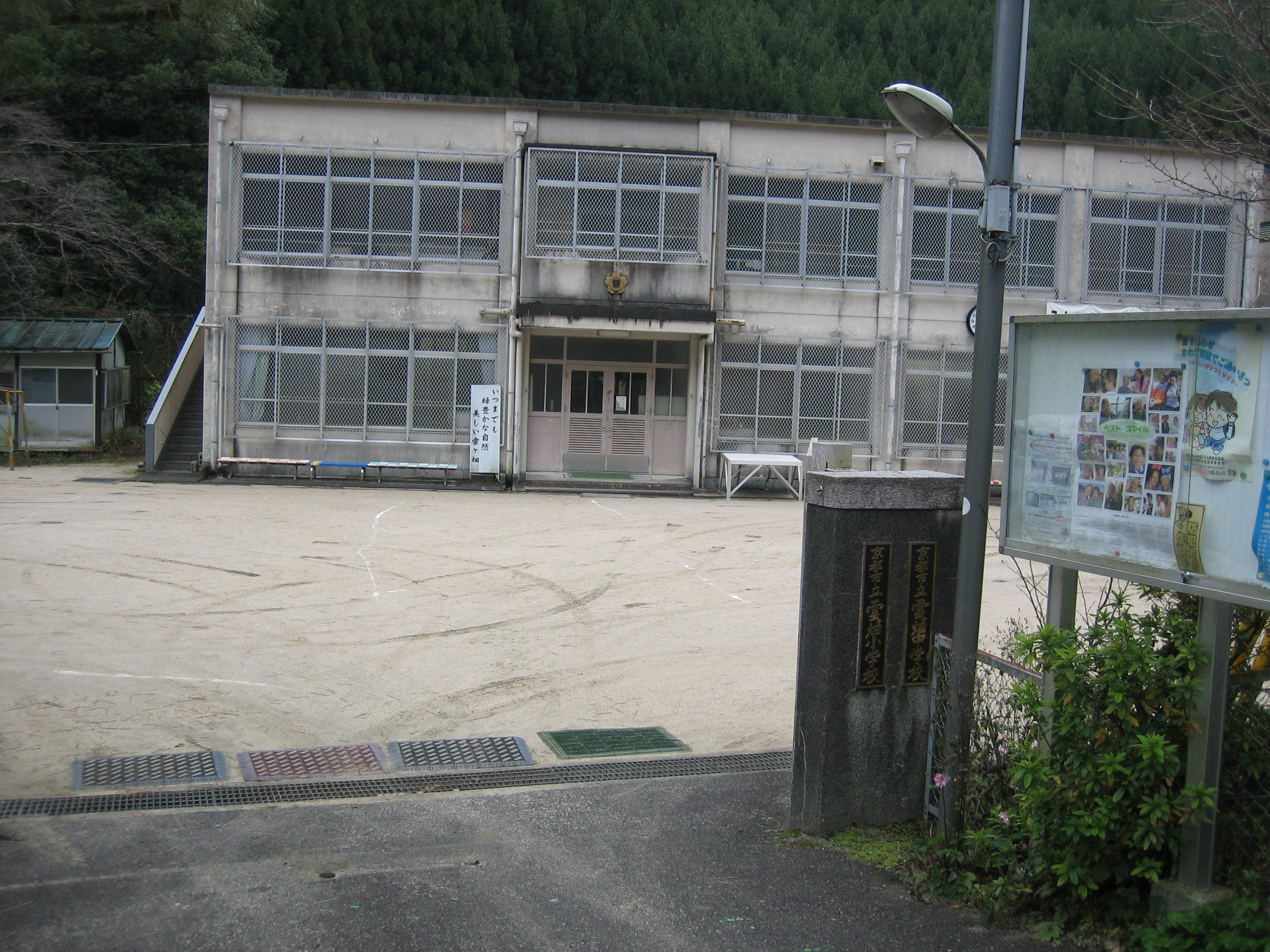
廃校が決定した雲ケ畑小・中学校

山間部の雲ケ畑地域では、2010年（平成22年）4月時点で、71世帯177人が暮らしている。
直面する課題は少子高齢化の急進と、さらなる人口減少が懸念されることにある。地域内に交番、郵便局や医療機関などの生活施設も、日用品を購入できる商業施設もなく、地域全体が市街化調整区域に指定されているため、若年層を始めとする住民の転出が目立つ反面、転入者を見込みづらい状況にある。
雲ケ畑小学校に通う児童は、1960年（昭和35年）には84人在籍していたが、2010年にはわずか5人に減少。次年度以降の小学校入学予定者がなく、雲ケ畑中学校でも2011年には在籍生徒がゼロになることから、中学校では2011年3月末、小学校は2012年3月末にそれぞれ休校となった。。
森林面積1795haを有する雲ケ畑だが、林業専業世帯も数戸に減少している。林業の衰退により、山林荒廃、土砂流出や貯水力低下をも招きかねず、賀茂川に与える悪影響が懸念される。

## 名所・旧跡

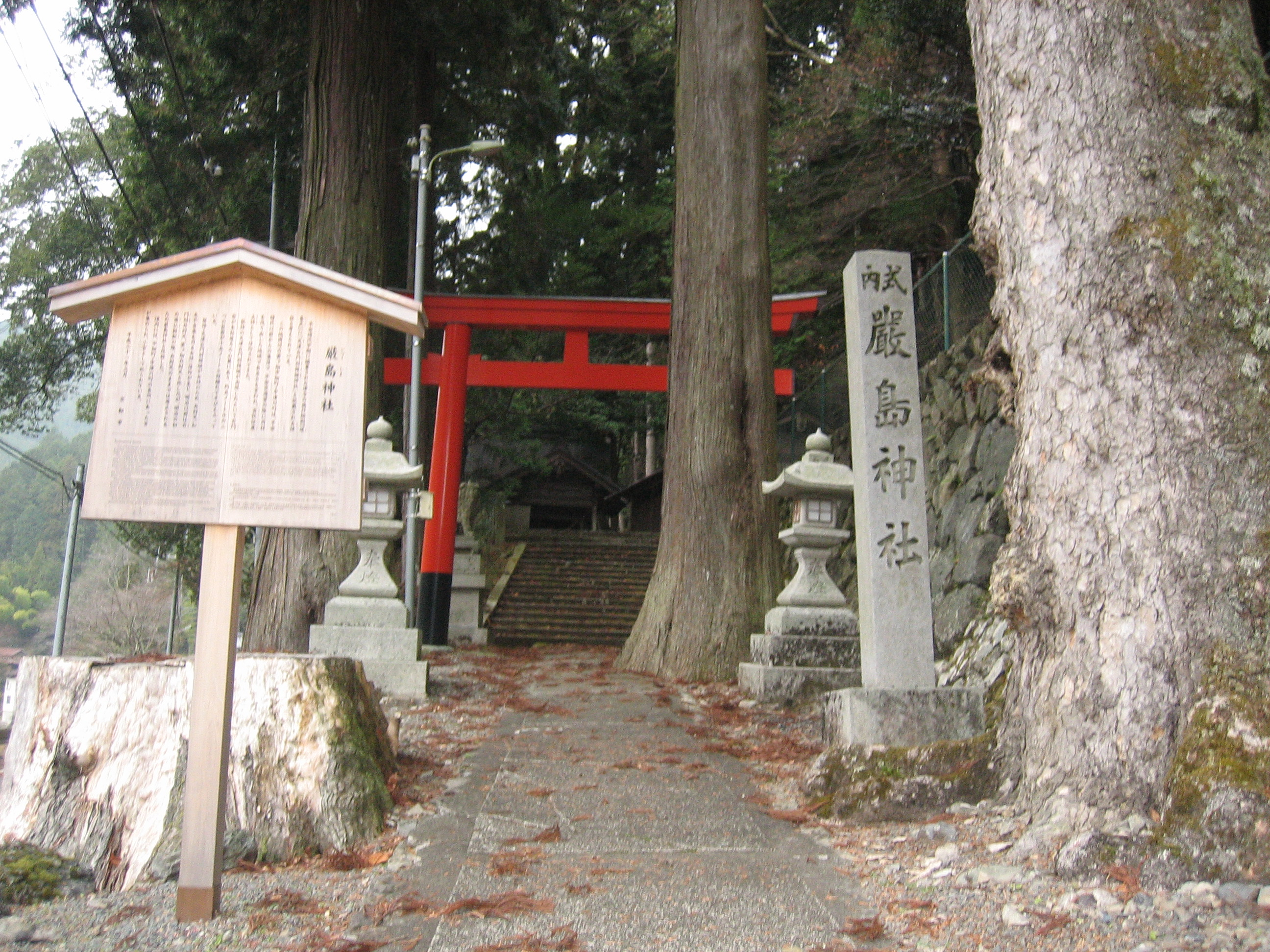
厳島神社

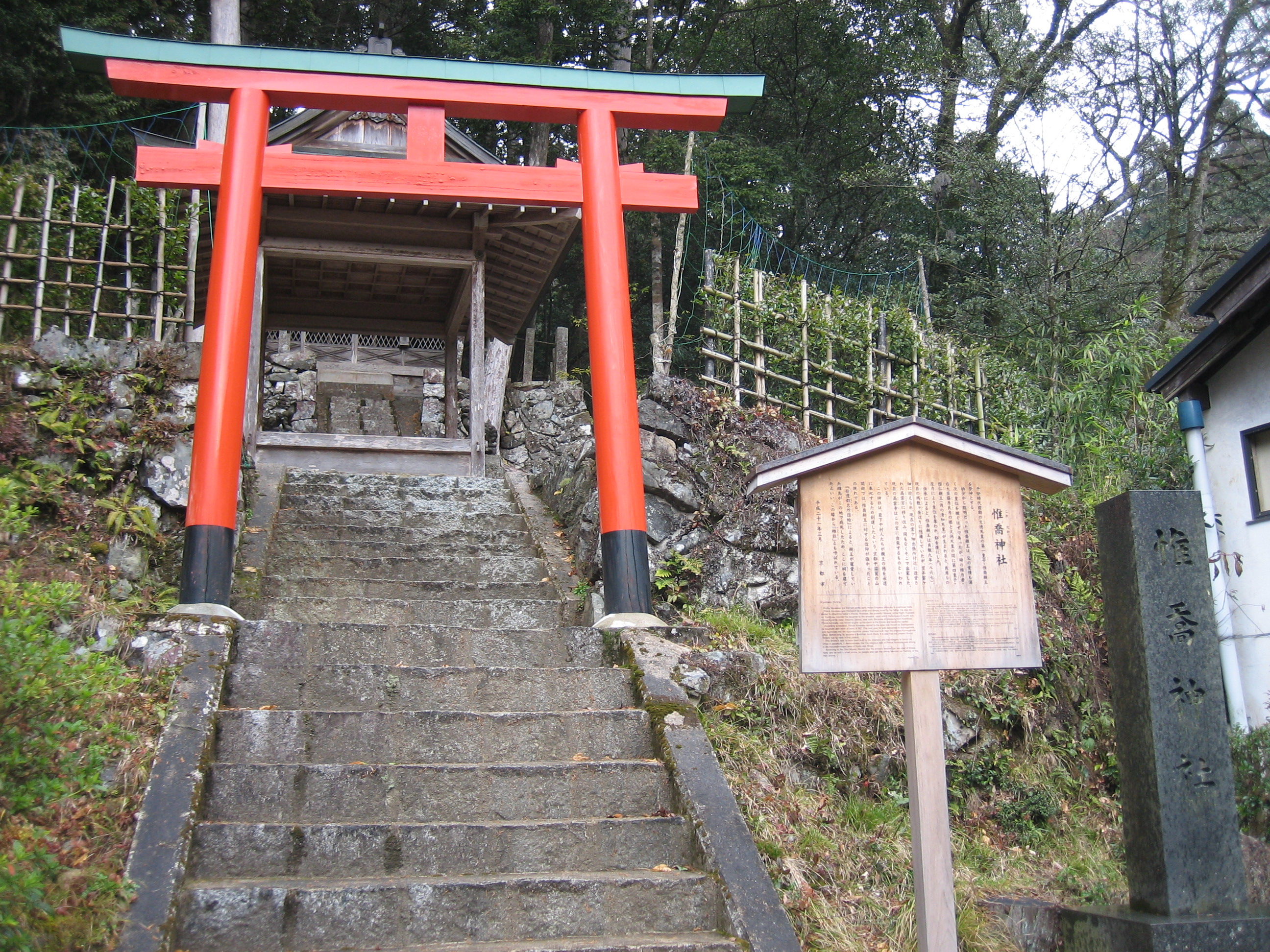
惟喬神社

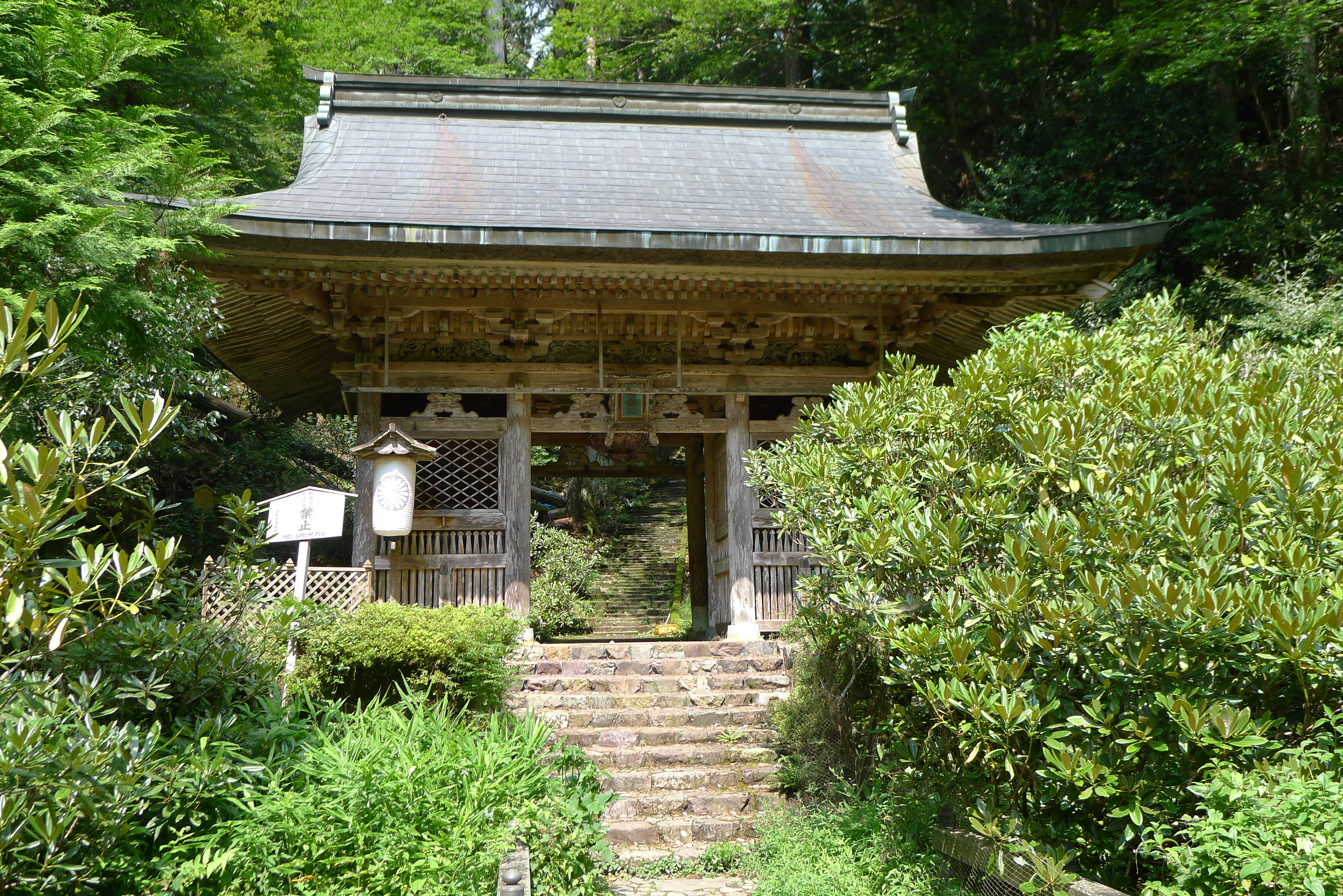
志明院山門

九龍山高雲寺（くりゅうざんこううんじ）
惟喬親王の隠棲地であった。ここで仏門に帰依し、当寺を創建したとされる。創建時には、真言宗の祈祷所として栄え、里人が集まって謡曲『田村』を奉納したり、寺に棺桶を近づけないなどの風習があったとされる。
厳島神社（いつくしまじんじゃ）
延喜式に載る式内社とされる。女神･天津岩門別稚姫（あまついわとわけわかひめ）を祭神とし、当地域の産土神かつ水源地を護る神として信仰された。かつては「弁財天」と称されたが、廃仏毀釈の折に安芸の厳島神社にあやかって現名称に改めた。本社後方の山麓には、祭神が降臨したとされる、約5mの二つの石門岩（いわといわ）が祀られている。境内の樹齢400年を超えるスギ、当社東側斜面のトチノキが見事で、それぞれ2001年（平成13年）に「区民の誇りの木」に選定された。
惟喬神社（これたかじんじゃ）
岩屋橋を渡った北側に鎮座し、惟喬親王を祭神とする。親王を偲んだ里人によって創建された。『拾遺都名所図絵』によると、親王が寵愛した雌鳥が当地で病死したため、ここに遺骸を埋めたとされる。この縁から「雌鳥社」とも呼ばれている。
岩屋山志明院（いわやさんしみょういん）
「岩屋不動」の名で知られ、正式には岩屋山金光峰寺（きんこうほうじ）志明院という。「水源地を祈願し祀らなければ、暴れ川である賀茂川は治まらず、都の平穏はない」と、829年（天長6年）に空海により開創され、不動明王が祀られた真言宗の寺院である。歌舞伎『鳴神』の舞台として、また4月下旬に美しく咲くシャクナゲの群生地として有名。境内南側、岩屋山に続く尾根上に生育する植生は、京都市指定天然記念物として指定されている。
雲ケ畑林業総合センター
1999年（平成11年）に開設され、当地の林業や地域情報を発信する拠点として活用されている。80名収容の会議室、喫茶・軽食や特産物展示・販売コーナーなどがあり、林業体験や季節のイベントも随時開催される。

## 名物
雲ケ畑松上げ
毎年8月24日の午後8時頃に、雲ケ畑出谷町（福蔵院境内）と中畑町（高雲寺境内）の2か所で行われる。約4ｍ四方の櫓を組んで、たいまつを文字の形に取付けて、点火するものである。もとは惟喬親王を慰めるための行事であったが、今は火除けと五穀豊穣を祈願する愛宕信仰の献火行事として行われている。文字は毎年異なり、準備一切を任される若中会（16歳から35歳までの地元住民で構成される会）を除き、点火されるまで、どの文字に選ばれるかは秘密にされている。1983年（昭和58年）に、京都市登録文化財（無形民俗文化財）に登録された。
オオサンショウウオ
賀茂川の上流、雲ケ畑地域に生息する両生類で、特別天然記念物に指定されている。雨の日には、1m程度のものが賀茂川近くの道路上をはっていることもあるという。1989年（平成元年）には、地域内で少なくとも13頭の性成熟しているオオサンショウウオが確認された。
また、オオサンショウウオに注目した雲ケ畑自治振興会の企画により、ほんのりと山椒の香りがする「大山椒魚（おおさんしょううお）まんじゅう」が作られ、市内のイベントを通じて販売されている。

## 地域活動
高齢者の健康づくり推進を目的として、2006年（平成18年）より、地域の施設を利用した健康チェックや家庭訪問等に基づく住民参加型の健康教室（筋力トレーニング・ミニ講和）が開催されている。
また、2009年（平成21年）には、「元気な村づくり」をテーマに、地域活性化委員会が立ち上げられた。
雲ケ畑みなもと会
「雲ケ畑林業総合センター」の設立を機に、地域の女性でハーブの育成に取り組み、雲ケ畑に合ったハーブ製品を開発、販売している。ユズ、山椒などの新しい商品開発を行うとともに、草木染の研修会や講習会を実施するなど、地域の活性化に努めている。
山仕事サークル 杉良太郎（すぎよしたろう）
雲ケ畑地域での森林作業を中心に活動する、京都大学のサークルが中心の団体。炭窯を修復し、地域の伝統である炭焼きの再生にも尽力している。

## 雲ケ畑ギャラリー

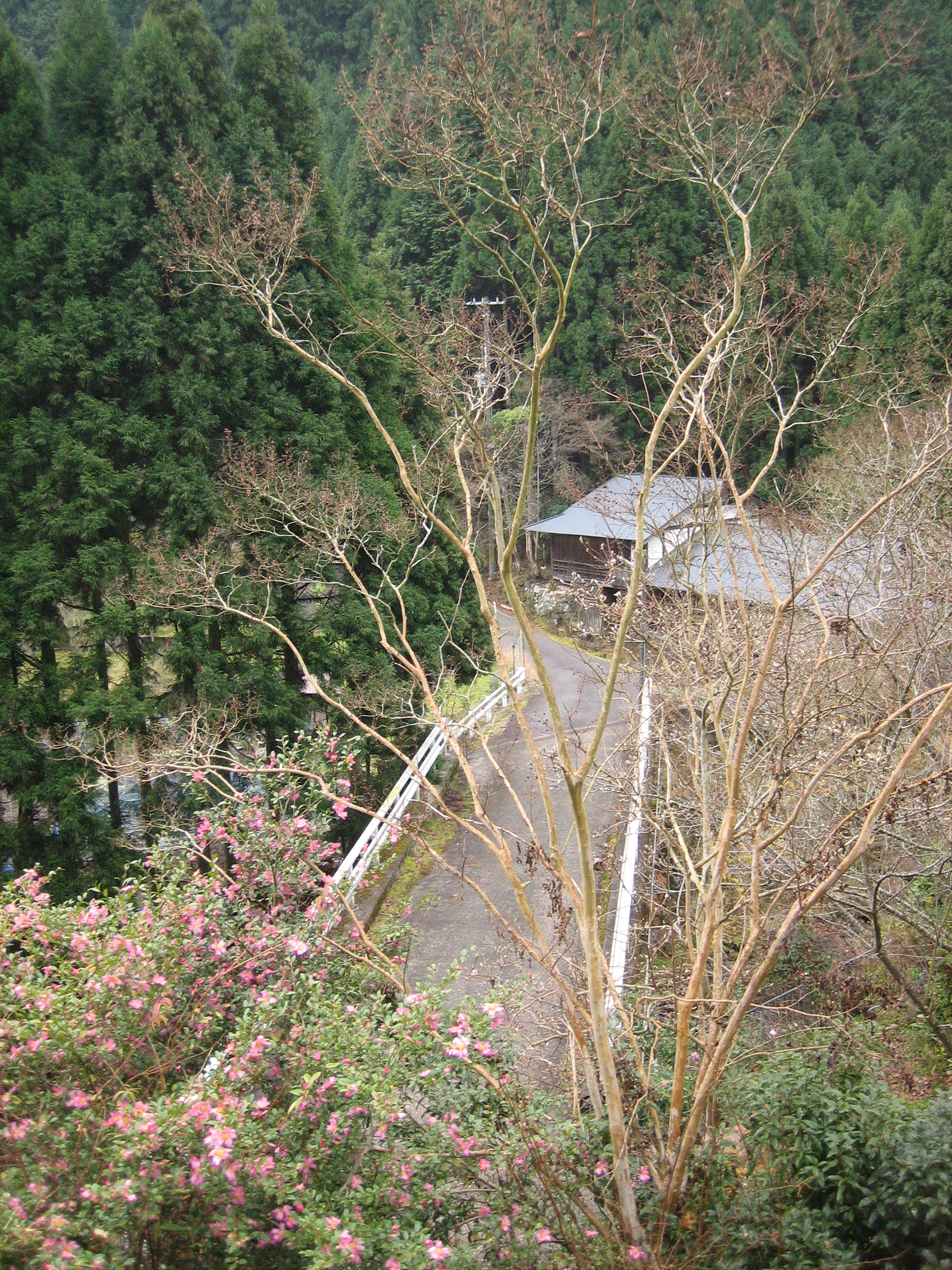
市ノ瀬
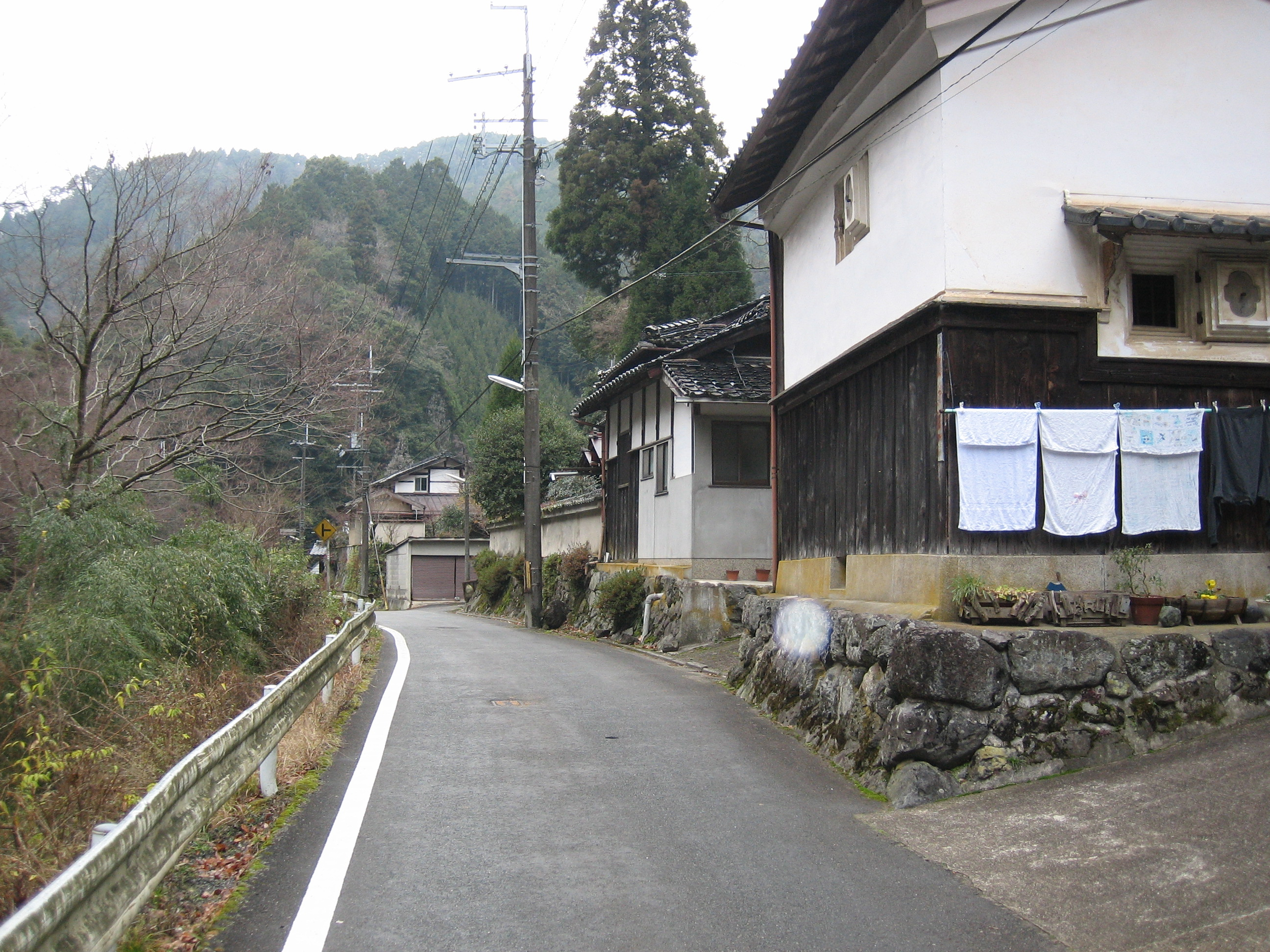
雲ケ畑中津川町
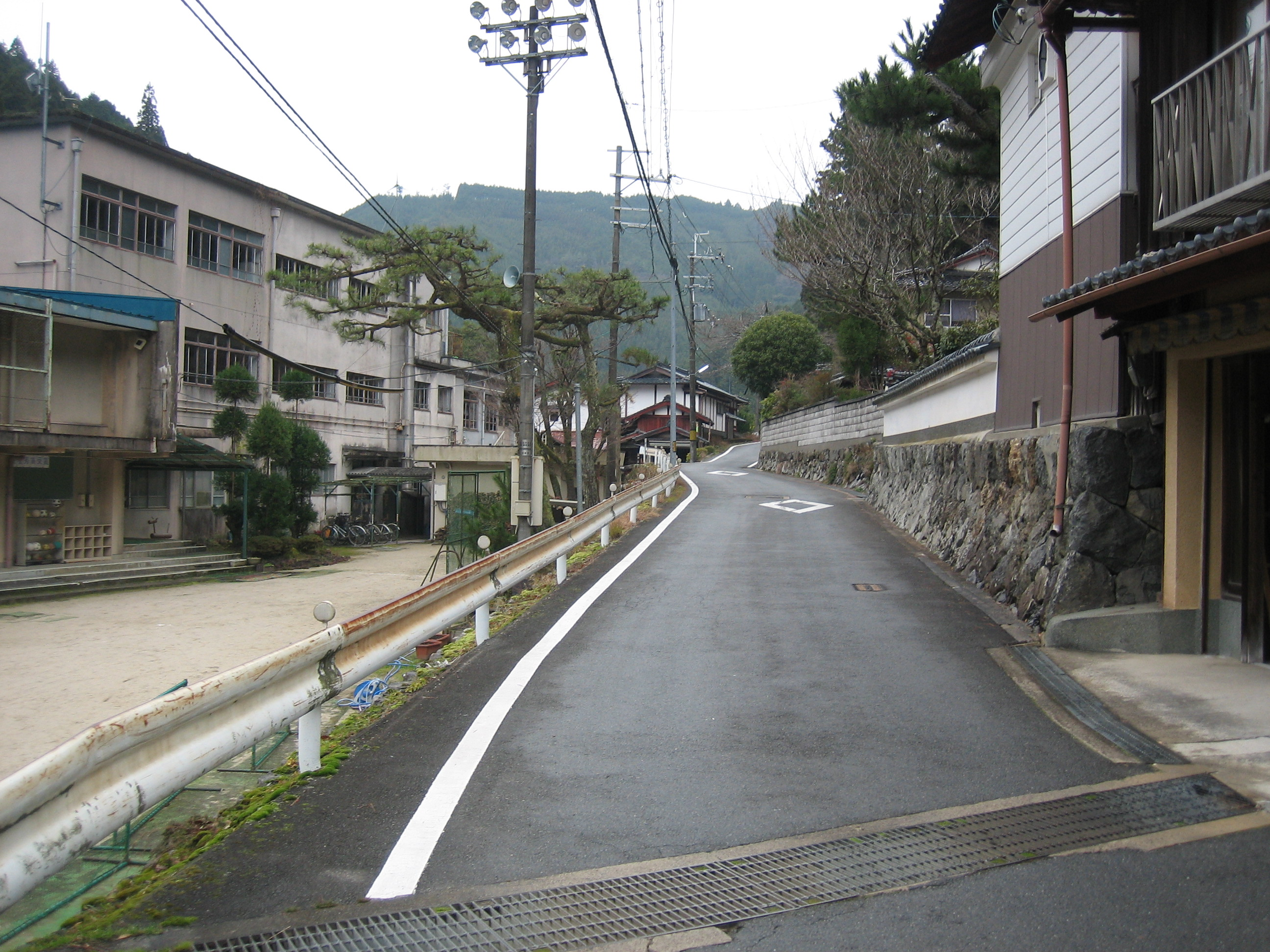
雲ケ畑中畑町 学校横を抜ける
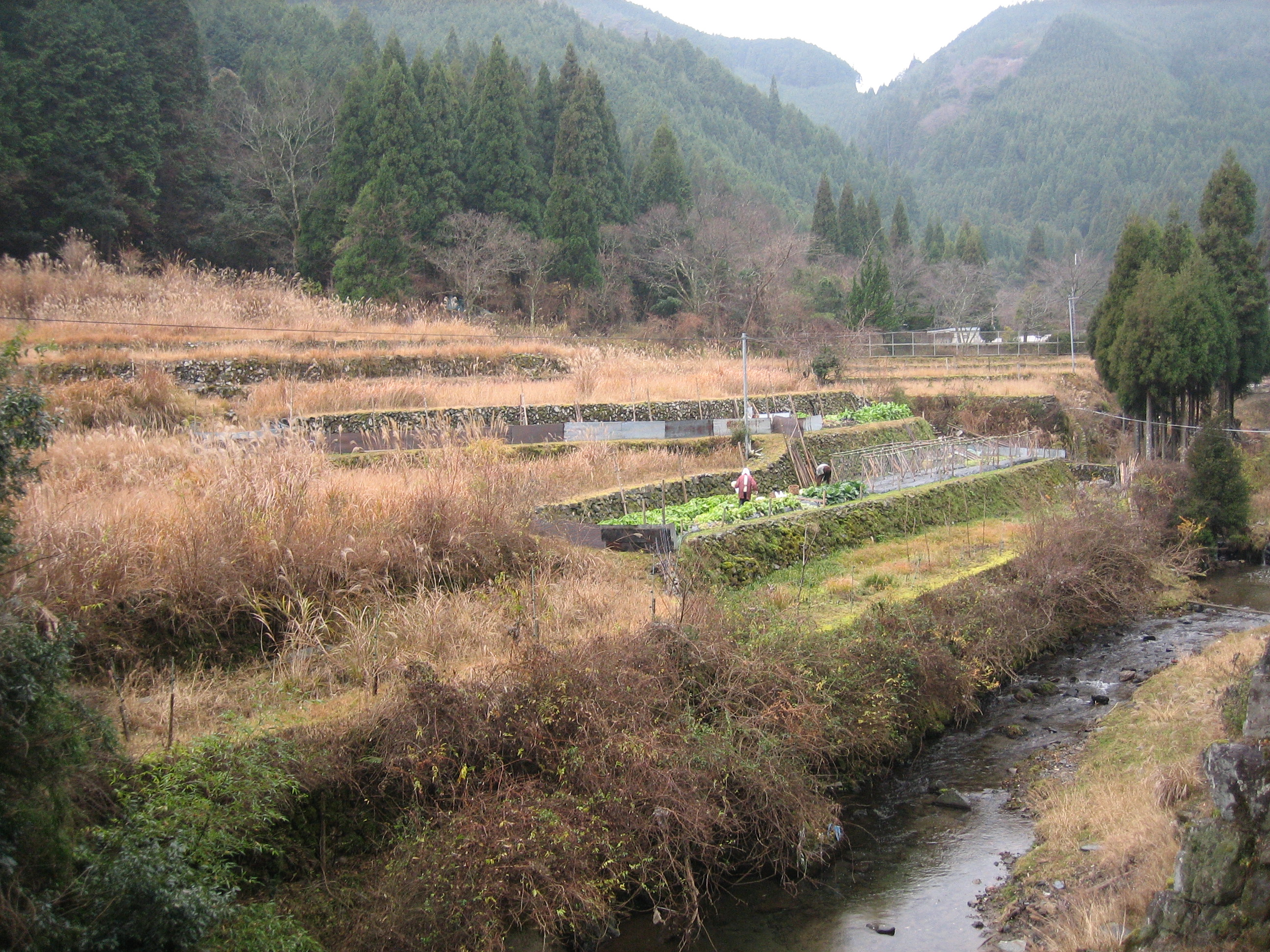
耕作する女性
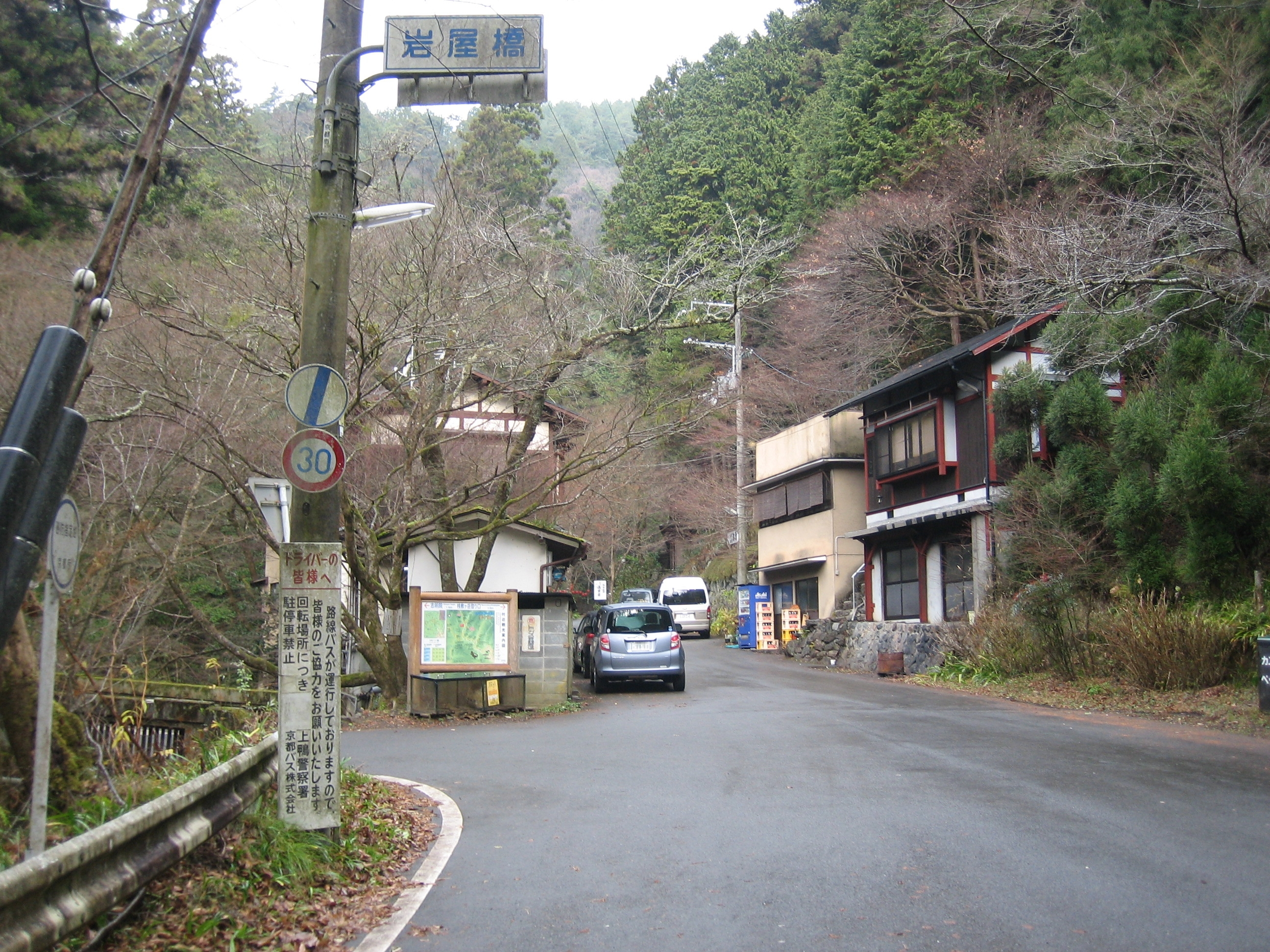
岩屋橋
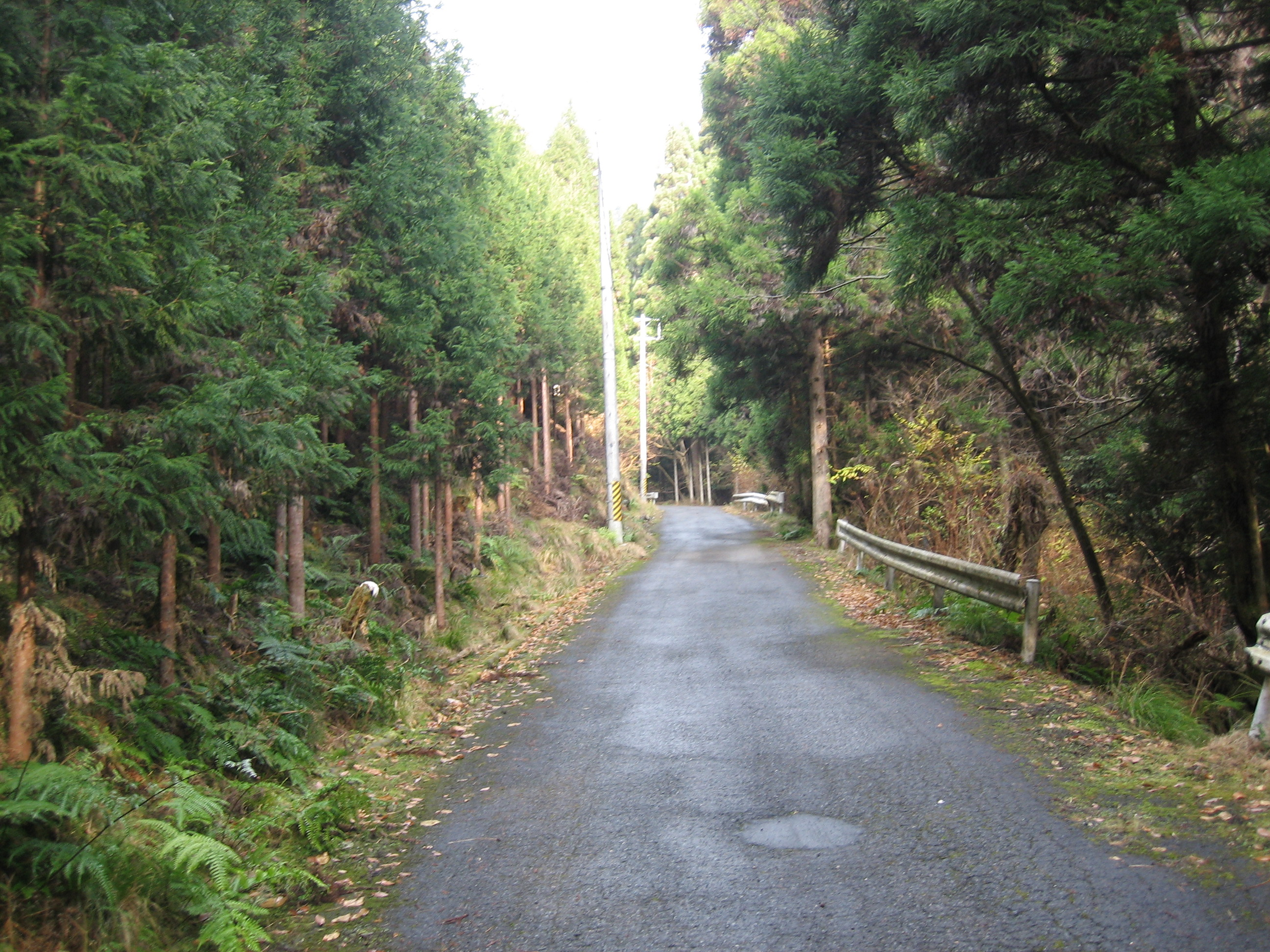
志明院へ延びる小道
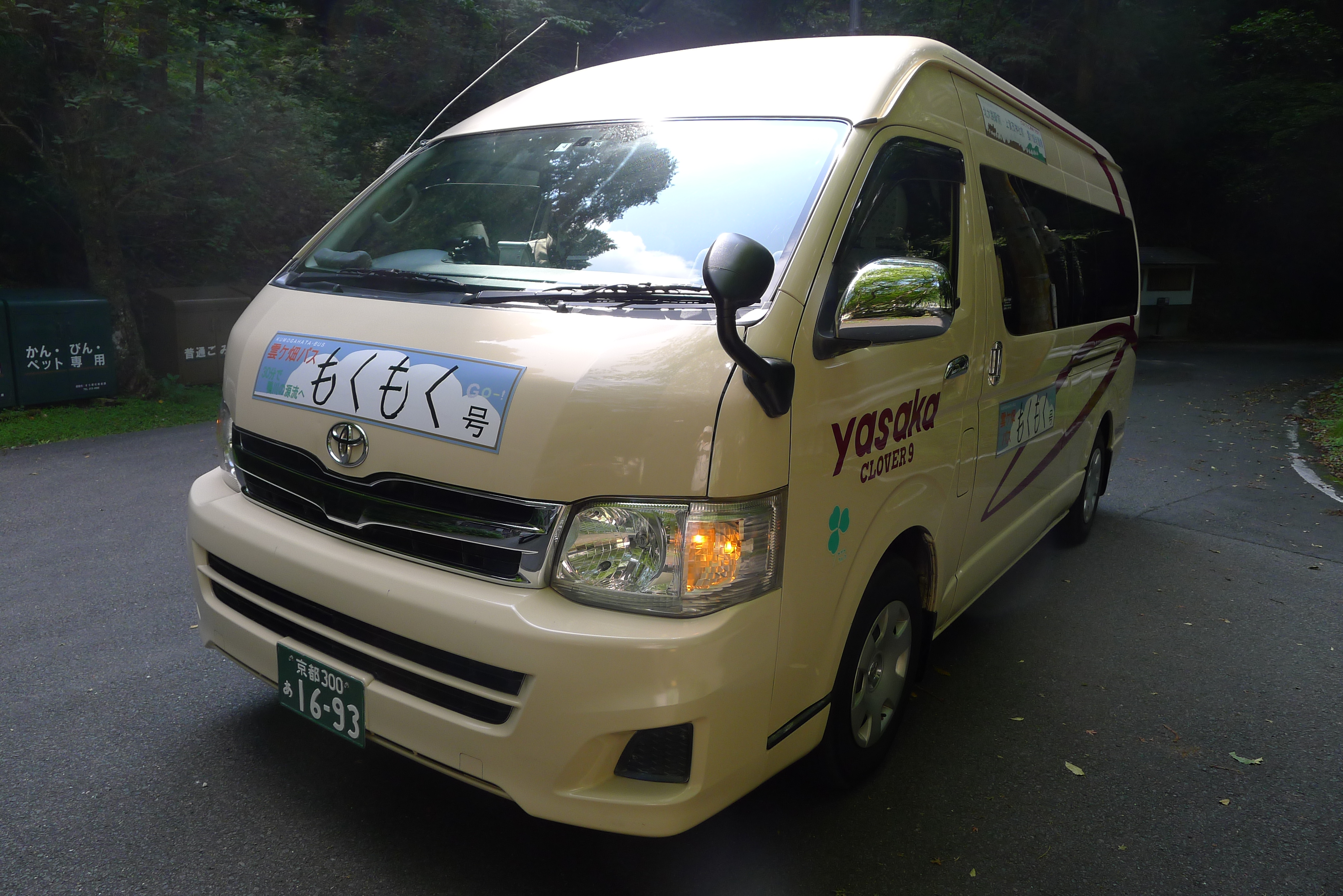
もくもく号
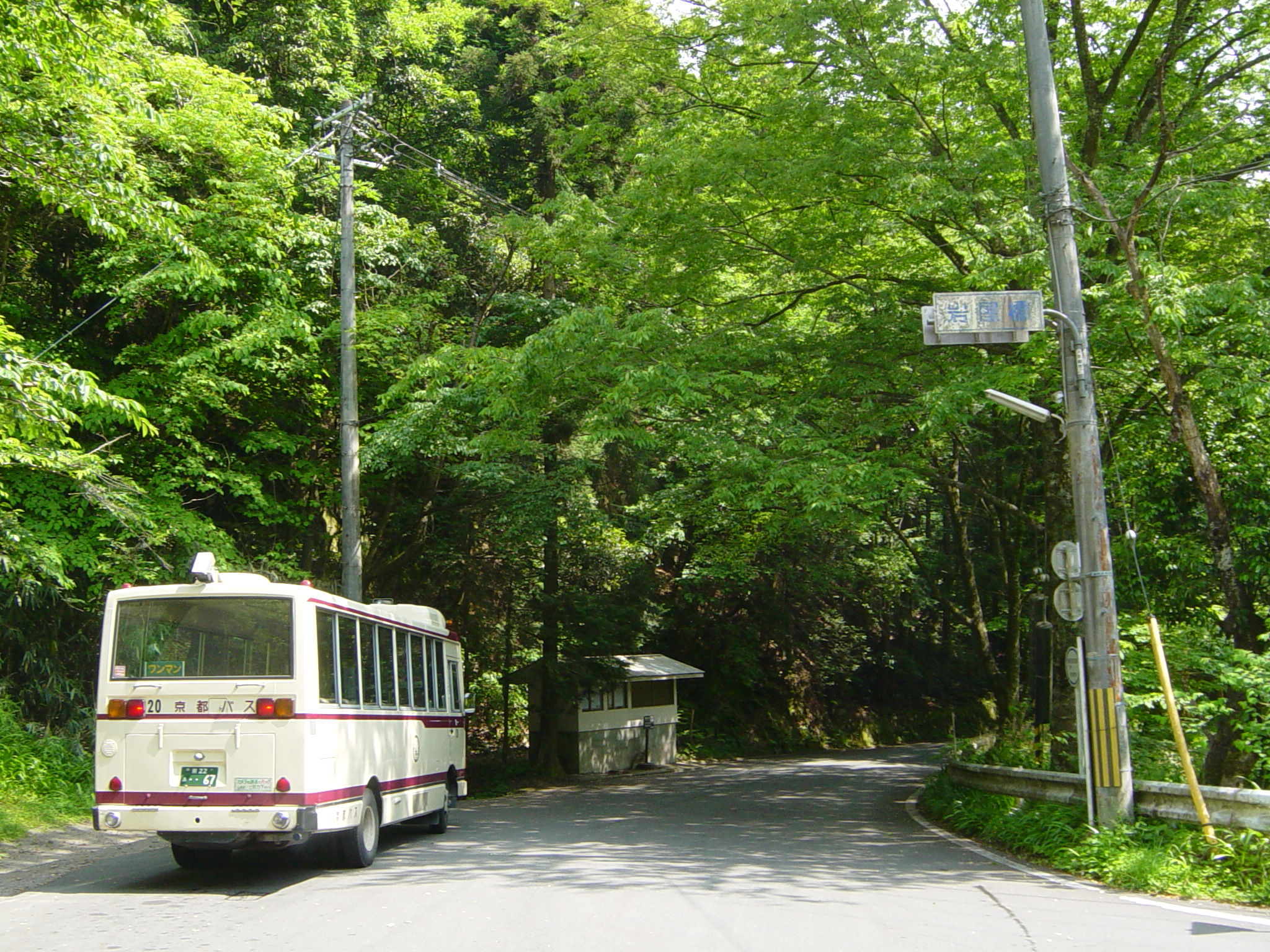
岩屋橋で待機中の京都バス（2005年6月、廃止前）